# Callistomyia flavilabris
Callistomyia flavilabris är en tvåvingeart som beskrevs av Erich Martin Hering 1953. Callistomyia flavilabris ingår i släktet Callistomyia och familjen borrflugor. Inga underarter finns listade.